# Andy Verdoïa
Andy Verdoïa (Nice, 30 oktober 2002) is een Frans motorcoureur.

## Carrière
Verdoïa maakte zijn motorsportdebuut op PW50-motorfietsen, waarop hij tweede werd in het Franse 50 cc-kampioenschap. In 2012 stapte hij over naar het Spaanse Promovelocitat 70 cc-kampioenschap, voordat hij in het daaropvolgende seizoen deelnam aan het vervangende 80 cc-kampioenschap. In 2014 werd hij kampioen in de Spaanse Moto4. In 2018 reed hij drie races als wildcardcoureur in het Supersport 300 World Championship op een Yamaha op Donington Park, het Automotodrom Brno en het Circuit Magny-Cours. In de laatste twee races kwam hij tot scoren met respectievelijk een vijftiende en een twaalfde plaats. In 2019 reed hij, wederom op een Yamaha, een volledig seizoen in deze klasse. Hij behaalde twee podiumplaatsen op het Misano World Circuit Marco Simoncelli en op Donington. Met 97 punten werd hij achter Manuel González, Scott Deroue en Ana Carrasco vierde in het kampioenschap.
In 2020 maakte Verdoïa de overstap naar het wereldkampioenschap Supersport, waarin hij wederom op een Yamaha reed. Al in zijn debuutrace op Phillip Island behaalde hij zijn eerste punten met een dertiende plaats. In de eerste race op Barcelona behaalde hij zijn eerste overwinning, na een zware regenbui waardoor de race gestaakt moest worden. Hij onderbrak hiermee de reeks van Andrea Locatelli, die tot dan toe alle races dat seizoen had gewonnen. Met 35 punten eindigde hij uiteindelijk op de zestiende plaats in het klassement.
In 2021 stapte Verdoïa over naar het Italiaans kampioenschap Supersport, waarin hij opnieuw uitkwam op een Yamaha. Hij behaalde twee podiumplaatsen op Misano en een op het Circuit Mugello. Met 124 punten werd hij zesde in de eindstand. Tevens reed hij dat jaar in twee raceweekenden van het WK Supersport als vervanger van Daniel Valle. Een achtste plaats op Magny-Cours was zijn beste resultaat. Hierna raakte hij echter geblesseerd en werd hij zelf vervangen door Stefano Manzi.
In 2022 is Verdoïa opnieuw actief in het WK Supersport op een Yamaha.